# Arthur Somervell
Arthur Somervell, född den 5 juni 1863 i Windermere, Westmorland, död den 2 maj 1937, var en engelsk musiker.
Somervell, som var elev till Stanford och Berlins Hochschule, konsertdirigent och musikinspektör i Skottland, var känd som en av Englands mest uppskattade sångkompositörer (cykeln James Lee's Wife och Maud, den populära The Shepherds Cradle Song med mera); men hade även för övrigt en stor produktion, omfattande symfoniska verk, konserter, sviter, körverk, kyrkliga körstycken, operetter, pedagogiska arbeten med mera.